# Симфонія № 33 (Моцарт)

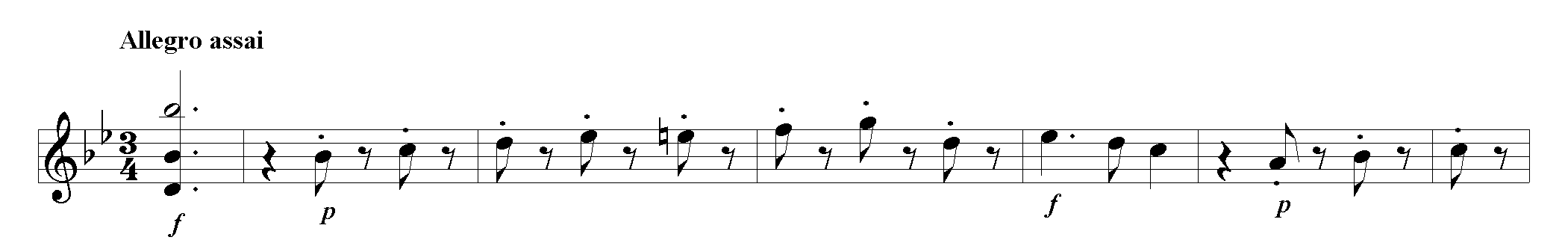
Симфонія № 33 (Моцарт), початок

Симфонія № 33, сі-бемоль мажор, KV 319 Вольфганга Амадея Моцарта була написана в 1779 році.
Структура:
1. Allegro assai, 3/4
2. Andante moderato, 2/4
3. Menuetto, 3/4
4. Finale: Allegro assai, 2/4

## Ноти і література
Вікісховище має мультимедійні дані за темою: Симфонія № 33 (Моцарт)
- Ноти [Архівовано 25 березня 2012 у Wayback Machine.] на IMSLP
- Dearling, Robert: The Music of Wolfgang Amadeus Mozart: The Symphonies Associated University Presses Ltd, London 1982 ISBN 0-8386-2335-2
- Kenyon, Nicholas: The Pegasus Pocket Guide to Mozart Pegasus Books, New York 2006 ISBN 1-933648-23-6
- Zaslav, Neal:Mozart's Symphonies: Context, Performance Practice, Reception OUP, Oxford 1991 ISBN 0-19-816286-3